# Grupo Gorgoneion
El Grupo Gorgoneion fue un grupo de pintores de vasos de la Antigua Grecia denominados así mediante un nombre convenido, que decoraron sus obras en el estilo corintio de figuras negras. Crearon sus obras durante la fase corintia media del estilo (entre el 600 y el 575 a. C.), y sus obras están datadas hacia el 580 a. C. Este grupo decoraba principalmente kílices y cráteras. Lo característico y epónimo del grupo era el interior de los kílices, que solía estar pintado con un gorgoneion. El maestro principal del grupo fue el Pintor de la cabalgata.